# Фредерік Бастіа
Фредері́к Бастіа́ (фр. Frédéric Bastiat; повн. Claude-Frédéric Bastiat, 29 червня 1801, Байонна — 24 грудня 1850, Рим) — французький економіст, проповідував гармонію інтересів капіталу і праці, представляючи капіталізм як природну організацію суспільства. Бастіа розвинув економічну концепцію альтернативної вартості та ввів метафору про розбите вікно в економічну теорію. Також він був "вільним каменярем" і членом Національної асамблеї Франції.. Взаємини між класами Бастіа розглядав як обмін послугами, а прибутки капіталістів як процент на капітал.

## Теорія капіталу Бастіа
Бастіа створював свої роботи напередодні і безпосередньо під час революцій 1848-1849. Одночасно з ним заявив про себе Карл Маркс. Однак позиції двох економістів були діаметрально протилежні.
Бастіа доводив, що нагромадження капіталу веде до збагачення найманих працівників: за підвищенням продуктивності праці слідує зростання реальних доходів робітників, як за рахунок зростання оплати праці, так і за рахунок здешевлення продуктів, які виробляють і споживають ті ж робітники. Одночасно з ростом капіталу знижується і його ціна, тим самим прискорюючи розвиток економіки. Таким чином, інтереси і капіталістів, і робітників збігаються — як мінімум, у вимозі вільної торгівлі та обмеження державного втручання.
Капітал, за твердженням Бастіа, завжди працює на інтереси людей, які їм не володіють — тобто, на інтереси споживачів. Тому для Бастіа економіка — це перш за все точка зору споживача: «будь-які явища в економіці слід оцінювати з точки зору споживача». Банкіри контролюють конкретні адреси, куди тече капітал, але загальний напрямок інвестицій визначається масою споживачів. Втручання держави в практику приватних капітальних вкладень спотворює волю споживачів і призводить до неефективного, сповільненого, розвитку.

## Бастіа як популяризатор економічної науки
Бастіа відомий як активний популяризатор економічної науки. Широку відомість він отримав після публікації серії статей, в яких піддав жорсткій критиці протекціонізм. На ці статті Бастіа надихнула кампанія Річарда Кобдена проти британських законів про зерно, які обмежували імпорт зернових). Бастіа поклявся стати «французьким Кобденом». 

## Метафора про розбите вікно
Бастіа використав образ розбитого вікна для ілюстрації помилковості думки про те, що будь-яка нещасна подія, катастрофа, сприятиме економічному пожвавленню і зростанню.

## Париж нагодований!
Одна з найбільш відомих фраз Бастіа — «Париж нагодований!», яку він виголосив, усвідомивши, що за відсутності централізованого постачання, дефіциту продуктів у Парижі XIX ст. не спостерігається. Ця фраза є синонімічною до метафори Адама Сміта «невидима рука ринку» і ілюструє самоорганізованість вільного ринку. Джин Келлахан використав цю фразу Бастіа у своїй «Економіці для звичайних людей»:  

«Ніхто не складав єдиний план завозу товарів для міста, але набір і обсяг товарів, які декларувалися у міських воріт, виявлялися приблизно «вірними». У XIX ст. французький економіст Фредерік Бастіа звернув увагу на це дивовижне явище, вигукнувши «Париж нагодований!» 
«Экономика для обычных людей», Джин Кэллахан

## Інші вчені про Бастіа
Карл Маркс піддав критиці погляди Бастіа в своїй праці «Кері і Бастіа» (1857) та інших творах. Зокрема, Маркс характеризував Бастіа як «...найбільш ницого, а тому найвдалішого представника вульгарно-економічної апологетики».
Йозеф Шумпетер назвав Бастіа «найяскравішим економічним журналістом поміж усіх будь-коли живших». 

## Гурток Бастіа
У 1953-1959 роках група найближчих друзів та учнів Мюррея Ротбарда, які відвідували семінар Людвіга фон Мізеса у Нью-Йоркському університеті, називала себе "Гуртком Бастіа" (англ. The Circle Bastiat). Серед учасників гуртка були Ральф Райко, Джордж Рісман, Леонард Ліджіо, Роберт Гессен, Брюс Ґолдберґ.

## Праці
- "Економічні софізми". Sophismes économiqutes, P., 1846, nouv. éd.. P., 1854, (рос. пер. — Экономические софизмы, СПБ, 1863);
- "Економічні гармонії". Harmonies économiques. P., 1840, nouv. éd., P., 1954; (рос. пер. — Экономические гармонии [М.], 1904);
- "Що видно і чого не видно". Ce qu'on voit et ce qu'on ne voit pas. Choix de sophismes et de pamphlets économiques, avec une préface d'Alain Madelin, Éditions Romillat, 1993, (ISBN 2878940040).

## Видання українською
- Бастіа Ф. Що ми бачимо і чого не бачимо. Закон. Держава. Кляті гроші / Фредерік Бастіа ; пер. з фр. та англ. Н. Афончиної. — Київ : Free Economy Institute | Інститут вільної економіки, 2021. — 228 с. (ISBN 978-966-521-771-8)

## Цитати
- «Держава — це величезна фікція, за допомогою якої всі намагаються жити за рахунок інших»[8]
- «Коли грабіж стає способом життя групи людей, вони незабаром створюють для себе легальну систему, яка дозволяє це, і моральний кодекс, який прославляє це»
- «В результаті обміну, добробут кожного приносить користь всім»
- «Конкуренція — це просто відсутність гноблення»
- «Поганий економіст відрізняється від доброго тим, що перший керується лише наслідками, які видно, а другий бере до уваги і те, що видно, і всі ті наслідки, які необхідно передбачити». (Що ми бачимо і чого не бачимо)
- «Податок — це грабунок по закону».
- «… Коли їм [державним діячам] доводиться вибирати між реальним благом [для себе] і абстрактною справедливістю [для народу], остання сильно ризикує бути невибраною».